# Majnhard III. Goriško-Tirolski
Majnhard III. Goriško-Tirolski, tirolski grof in vojvoda Gornje Bavarske, * 1344, Landshut, † 13. januar 1363, Merano (danes Italija).
Bil je sin Margarete Tirolske in Ludvika V. Bavarskega. Leta 1359 se je v Passauu poročil s hčerjo avstrijskega vojvode Albrehta II., Margareto. Po smrti očeta leta 1361 je zavladal na Tirolskem in Gornjem Bavarskem.
Po njegovi zgodnji smrti leta 1363 je njegova mati Tirolsko predala avstrijskemu vojvodi Rudolfu IV., bratu Majnhardove soproge, Gornjo Bavarsko je dobil njegov stric Štefan II. Bavarski. Z njegovo smrtjo je izumrla majnhardinska veja Goriških.